# November 2010
| November 2010 |
| Månader under 2010: Januari · Februari · Mars · April · Maj · Juni · Juli · Augusti · September · Oktober · November · December ← December 2009 · Januari 2011 → |

## Händelser
- 1 november – Den svenska TV-kanalen SVT2 börjar sända en parallellkanal i HD-format, kallad SVT2 HD.
- 2 november – I USA hålls mellanårsval, där republikanerna går starkt framåt på demokraternas bekostnad och tar kontrollen över representanthuset.
- 7 november
  - Myanmar håller allmänna val.
  - Malmö FF blir svenska mästare i fotboll.
- 9 november – När datorspelet Call of Duty: Black Ops släpps säljs 5,6 miljoner exemplar av det på 24 timmar under premiärdagen. Detta slår förra rekordet på 4,7 miljoner exemplar, vilket innehades av föregångaren Call of Duty: Modern Warfare 2.
- 12–27 november – De 16:e asiatiska spelen hålls i Guangzhou i Kina.
- 13 november
  - Myanmars oppositionsledare Aung San Suu Kyi friges efter mer än 20 år i husarrest.
  - I Iran arresteras flera kvinnliga advokater och jurister som kämpat för mänskliga rättigheter.
- 14 november – Mona Sahlin meddelar att hon tänker avgå som partiledare för Socialdemokraterna i mars året därpå.
- 17 november – Svenska migrationsverket stoppar utvisningar av 30 irakier efter ett beslut i Europadomstolen.
- 19 november
  - Våldsamma kravaller inträffar i Haitis huvudstad Port-au-Prince där människor drabbar samman med FN-soldater som anklagas för att ha spridit koleran i landet.
  - Israeliska trupper anfaller fyra mål i Gazaområdet som svar på attacker därifrån.
- 20 november – Ett Nato-toppmöte mellan 48 länder angående Afghanistan avslutas och man kommer överens om att landets regering ska ta över styret 2014. Ett avtal skrivs också under mellan Nato och Ryssland om militärtransporter genom landet till Afghanistan. Man kommer dessutom överens om att Ryssland ska delta i utformningen av NATO:s missilförsvarssystem i Europa.
- 21 november – Israel börjar bygga en 25 mil lång barriär längs sin gräns mot Egypten.
- 22 november
  - Europeiska unionen röstar ja till att hjälpa Irland ur den ekonomiska krisen.
  - Ungefär 345 människor trampas ihjäl och lika många skadas i Kambodjas huvudstad Phnom Penh efter att panik bryter ut vid avslutningen av landets årliga vattenfestival.
- 23 november
  - Nordkorea avfyrar artillerigranater mot den sydkoreanska ögruppen Yeonpyeongdo, varvid en sydkoreansk soldat och två civila dödas samt flera hus skadas.
  - Storstockholms Lokaltrafik tillkännager att man ska köpa spårvagnar från spanska CAF till spårvägarna i Stockholm samt att Spårväg City ska förlängas till Ropsten.
- 24 november – Sveriges riksdag röstar igenom en av de mest omfattande ändringarna av den svenska grundlagen sedan 1974.[1]

### Fotnoter
1. ↑  ”Detta är Sveriges nya grundlag”. Sveriges Television. 24 november 2010. http://www.svt.se/nyheter/inrikes/detta-ar-sveriges-nya-grundlag. Läst 11 september 2016.